# Ectemnocarta hobbyi
Ectemnocarta hobbyi är en insektsart som beskrevs av Victor Lallemand 1939. Ectemnocarta hobbyi ingår i släktet Ectemnocarta och familjen spottstritar. Inga underarter finns listade i Catalogue of Life.